# Wadstena (fartyg)
Wadstena är ett fartyg som byggdes 1913 vid Wennbergs Mekaniska Verkstad i Karlstad som ångslup med namnet Hammarö. Fartygets varvsnummer är 55. Skrovet är av järn.
Fartyget har ursprungligen varit utrustat med en ångmaskin om 80 hk.
Nuvarande maskineri ger fartyget en fart av 10 knop. Passagerarkapaciteten är 75 passagerare.

## Historik
- 1913	Fartyget levererades från Wennbergs Mekaniska Verkstad till Hammarö Ångbåts AB i Hammarö landskommun med namnet Hammarö.
- 1930	Mars. Fartyget köptes av Gustaf Abel Emanuel Lindholm-Lindberg i Tynäs. Det döptes om till Tynäs.
- 1937	September. Fartyget övergick till Karolina Lindberg i Tynäs.
- 1938 Fartyget övergick till Gustaf Abel Emanuel Lindholm-Lindbergs dödsbo.
- 1949 Februari. Fartyget köptes av Paul Gerhard Ellwe i Karlstad.
- 1950	Augusti. Fartyget köptes av Axel Johan Viktor Svensson i Gränna för 10 000 kr. Det döptes om till Hebe V och sattes i trafik på Gränna-Visingsö.
- 1955	Oktober. Fartyget köptes av bröderna Allan och Åke Harrysson i Gränna.
- 1956	Fartyget byggdes om och motoriserades med en Albin G-61, 6 cyl.
- 1962	Oktober. Fartyget köptes av Sven-Olof Ragnar Wetter och Tage Gustavsson på Visingsö för 60 000 kr.
- 1968	Fartyget köptes av HB Visingsöbåtarna Gustavsson & Wetter på Visingsö.
- 1973	Ny huvudmaskin, en Volvo Penta TMD 100B om 200 hk, installerades.
- 1980 Fartyget köptes av HB Visingsöbåtarna på Visingsö.
- 1988 Mars. Fartyget köptes av AB Startura på Visingsö för 150 000 kr. Det döptes om till Hebe af Visingsö.
- 1988 AB Startura ändrade namn till Visingsö Turistbåtar AB med säte på Visingsö.
- 1993 Mars. Fartyget köptes av Wetterns Båttrafik HB i Vadstena. Det döptes om till Wadstena.
- 1996 Mars. Fartyget köptes av Borghamns Fiskesport i Borghamn för 637 000 kr.